# Jamie Searle
Jamie Spencer Searle (Whakatāne, 25 novembre 2000) è un calciatore neozelandese, portiere del Forest Green e della nazionale neozelandese.

## Carriera

### Nazionale
Ha giocato nella nazionale neozelandese Under-23.
Nel 2021 è stato convocato per i Giochi olimpici di Tokyo 2020, pur non ottenendo presenze nella manifestazione. Il 24 marzo 2022 ha esordito con la nazionale neozelandese, nella partita di qualificazione al Mondiale 2022 vinta per 7-1 contro la Nuova Caledonia.

## Statistiche

### Cronologia presenze e reti in nazionale
| Cronologia completa delle presenze e delle reti in nazionale ― Nuova Zelanda | Cronologia completa delle presenze e delle reti in nazionale ― Nuova Zelanda | Cronologia completa delle presenze e delle reti in nazionale ― Nuova Zelanda | Cronologia completa delle presenze e delle reti in nazionale ― Nuova Zelanda | Cronologia completa delle presenze e delle reti in nazionale ― Nuova Zelanda | Cronologia completa delle presenze e delle reti in nazionale ― Nuova Zelanda | Cronologia completa delle presenze e delle reti in nazionale ― Nuova Zelanda | Cronologia completa delle presenze e delle reti in nazionale ― Nuova Zelanda |
| Data                                                                         | Città                                                                        | In casa                                                                      | Risultato                                                                    | Ospiti                                                                       | Competizione                                                                 | Reti                                                                         | Note                                                                         |
| ---------------------------------------------------------------------------- | ---------------------------------------------------------------------------- | ---------------------------------------------------------------------------- | ---------------------------------------------------------------------------- | ---------------------------------------------------------------------------- | ---------------------------------------------------------------------------- | ---------------------------------------------------------------------------- | ---------------------------------------------------------------------------- |
| 24-3-2022                                                                    | Doha                                                                         | Nuova Zelanda                                                                | 7 – 1                                                                        | Nuova Caledonia                                                              | Qual. Mondiali 2022                                                          | -1                                                                           |                                                                              |
| Totale                                                                       |                                                                              | Presenze                                                                     | 1                                                                            |                                                                              | Reti                                                                         | -1                                                                           |                                                                              |